# Matabb al-Buraszid
Matabb al-Buraszid – wieś w Syrii, w muhafazie Ar-Rakka. W 2004 roku liczyła 3165 mieszkańców.